# Rivière Mékinac
Rivière Mékinac är ett vattendrag i Kanada.   Det ligger i provinsen Québec, i den sydöstra delen av landet, 270 km nordost om huvudstaden Ottawa.
I omgivningarna runt Rivière Mékinac växer i huvudsak blandskog. Trakten runt Rivière Mékinac är nära nog obefolkad, med mindre än två invånare per kvadratkilometer.